# Шакицы
Шакицы — деревня в Старопольском сельском поселении Сланцевского района Ленинградской области.

## История
Деревня Шакица, состоящая из 30 крестьянских дворов, упоминается на карте Санкт-Петербургской губернии Ф. Ф. Шуберта 1834 года.

ШАКИЦЫ — деревня принадлежит её величеству, число жителей по ревизии: 117 м. п., 123 ж. п. (1838 год)
Деревня Шакица из 30 дворов отмечена на карте профессора С. С. Куторги 1852 года.

ШАКИЦЫ — деревня Гдовского её величества имения, по просёлочной дороге, число дворов — 35, число душ — 112 м. п. (1856 год)

ШАКИЦЫ — деревня удельная при колодце, число дворов — 36, число жителей: 117 м. п., 141 ж. п.; Часовня православная. (1862 год)

В XIX — начале XX века деревня административно относилась к Старопольской волости 2-го земского участка 1-го стана Гдовского уезда Санкт-Петербургской губернии.
Согласно Памятной книжке Санкт-Петербургской губернии 1905 года деревня образовывала Шакицкое сельское общество.
С марта 1917 года деревня находилась в составе Шакицкого сельсовета Старопольской волости Гдовского уезда.

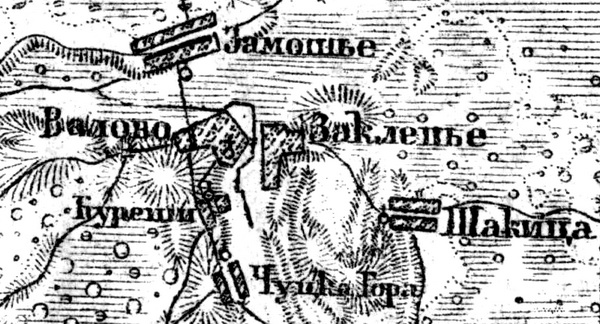
Деревня Шакицы на карте 1919 года

Согласно карте Петроградской и Эстляндской губерний издания 1919 года деревня называлась Шакица.
С февраля 1927 года, в составе Ложголовской волости Кингисеппского уезда.
С августа 1927 года, в составе Осьминского района.
С ноября 1928 года, в составе Старопольского сельсовета. В 1928 году население деревни составляло 424 человека.
По данным 1933 года деревня Шакицы входила в состав Старопольского сельсовета Осьминского района.
С 1 августа 1941 года по 31 января 1944 года, германская оккупация.
С 1961 года, в составе Старопольского сельсовета Сланцевского района.
С 1963 года, в составе Кингисеппского района.
По состоянию на 1 августа 1965 года деревня Шакицы входила в состав Старопольского сельсовета Кингисеппского района. С ноября 1965 года, вновь в составе Сланцевского района. В 1965 году население деревни составляло 89 человек.
По данным 1973 и 1990 годов деревня Шакицы входила в состав Старопольского сельсовета.
В 1997 году в деревне Шакицы Старопольской волости проживали 28 человек, в 2002 году — 39 человек (русские — 92 %).
В 2007 году в деревне Шакицы Старопольского СП проживали 28 человек, в 2010 году — 29 человек.

## География
Деревня расположена в восточной части района на автодороге 41К-027 (Старополье — Осьмино).
Расстояние до административного центра поселения — 4 км.
Расстояние до ближайшей железнодорожной станции Веймарн — 53 км.

## Демография
| 1862 | 2007 | 2010 | 2017 |
| ---- | ---- | ---- | ---- |
| 258  | ↘28  | ↗29  | ↘24  |

## Известные уроженцы
- Гусев, Николай Андреевич (1903—1996) — горный инженер-маркшейдер, профессор Ленинградского горного института (1963—1983)